# Corporación Deportiva y Social Girardot Fútbol Club
Il Corporación Deportiva y Social Girardot Fútbol Club, conosciuto come Girardot era una società calcistica colombiana, con sede a Girardot. Ha militato nella Primera B, la seconda serie del calcio colombiano, classificandosi al secondo posto nel campionato 1995-1996.

## Storia
Fondato nel 1995, il club viene rilocato nella città di Palmira nel 2009, diventando Deportes Palmira. L'accordo venne sottoscritto dal presidente Nelson Soto Duque, dal governatorato della Cundinamarca e dalla locale Empresa de Licores de Cundinamarca, che votarono la decisione all'unanimità. Nel 2011 si tentò di riportare la squadra a Girardot, ma la trattativa fallì.